# Aeroporto de Caetité
O Aeroporto Guilherme Brandão de Castro - Aeroporto de Caetité fica na zona rural próximo a Rodovia BA-122 em direção a Maniaçu e a cerca de 6 km do centro da cidade que está localizada na região sudoeste do Estado da Bahia.
Pertencente ao Município, em 2018 este realizou em parceria com o governo do estado obras de adequação do aeródromo às exigências da ANAC.

## Características
Possui uma pista de 1365 metros de comprimento por 20 metros de largura, pavimentada com operação diurna/noturna por aproximação visual.